# Marinus Vader
Marinus Vader (Den Haag, 10 december 1919 - aldaar, 20 maart 1991) was een verzetsman tijdens de Tweede Wereldoorlog.

## Biografie
Marinus Vader studeerde aan de Technische Universiteit Delft toen de oorlog uitbrak en werd later ingenieur technische fysica. 

### Rol in het verzet
Sinds februari 1941 probeerde Vader samen met jaargenoot Henk Deinum en marconist Aad de Roode contact met Engeland te krijgen. Later was hij een van de drie leiders van de Groep Packard samen met Deinum, de oprichter van de groep, en De Roode, die radiotelegrafist-observator, later luchtverkeersleider, bij de Rijksluchtvaartdienst op Schiphol was geweest. Deinum was Vaders jaargenoot in Delft, maar Deinum was wat ouder want hij was al in militaire dienst geweest.
Marinus Vader ontving een zendontvanger via "route Zwaantje". Hierbij zat een zendplan met de naam Packard, waaraan de groep haar naam dankt. Dit plan voorzag in het gebruik van twee golflengten, een kortere in de 43 meterband voor overdag en een langere in de 80 meterband. De Roode probeerde hiermee vanaf begin 1943 contact te maken met Engeland, maar dit lukte niet. Later bleek dat onder meer te komen omdat hun antenne niet lang genoeg was.
Toen Louis d'Aulnis in Nederland was gedropt en op 5 juli 1943 contact kreeg met Packard, gaf hij hun de double-transition-code en zend-instructies. In het begin verzond d'Aulnis de berichten zelf, in april 1944 verliet hij Packard weer.

### Enquêtecommissie
Op 5 mei 1949 werd de 29-jarige Vader gehoord door Leendert Donker, Theo Koersen en freule Wttewaall, drie leden van de Parlementaire Enquête Commissie. Het betrof informatie over Groep Packard, over de problemen in de eerste periode, over de contacten met Louis d'Aulnis en over het verzenden van gewone en meteoberichten.  
Vader was getrouwd met Marijke Jacoba Emmen Riedel, die ook voor de Packard Groep werkte. Ze kregen drie kinderen. Na hun echtscheiding hertrouwde hij met Marjolein Metje Kila.